# کوهیلا
کوهیلا (به لاتین: Kohila) یک منطقه مسکونی در استونی است که در دهستان کوهیلا واقع شده‌است.

## خصوصیات
کوهیلا  ۳٬۵۰۵ نفر جمعیت دارد.